# Бербинчени (Бакау)
Бербинчени (рум. Berbinceni) насеље је у Румунији у округу Бакау у општини Секујени. Oпштина се налази на надморској висини од 223 m.

## Становништво
Према подацима из 2002. године у насељу је живело 177 становника, од којих су сви румунске националности.